# Провідник
Провідник — матеріал, що проводить електричний струм (на противагу діелектрику). Для провідника характерні високі тепло- або електропровідність. Найчастіше провідник є речовиною, яка має багато вільних електронів (метали). Діелектрики, типу скла чи кераміки, мають мало вільних електронів. Вуглець — єдиний неметал, що є (у деяких формах) провідником тепла й електрики. Речовини типу кремнію і германію, електропровідність яких має проміжне значення у порівнянні з провідниками й діелектриками, називаються напівпровідниками. Їх електропровідність може змінюватися у широкому діапазоні під впливом тепла, світла і напруги.

## Природа провідності
Метали — найкращі провідники електричного струму. Під час проходження електричного струму через металеві провідники їхня маса і хімічний склад не змінюються — атоми металу не переносять електричний струм. У металах це роблять вільні електрони. Валентні зони металів заповнені тільки частково. У них багато незаповнених електронних станів, що дозволяє електронам рухатися в кристалічній ґратці. При дії на провідники зовнішнього електричного поля частина металу, що розміщена ближче до позитивного заряду, який створює електричне поле, набуває негативного заряду, протилежна частина заряджена позитивно. Такий ефект пояснюється електростатичною індукцією.
Питомий опір металів лінійно залежить від температури. Це пояснюється тим, що при збільшенні температури збільшується коливання атомів відносно рівноважних положень. Зміщення їх рівноважних положень погіршує перекривання їхніх електронних оболонок і утруднює проходження електронів від атома до атома. Неперекривання збільшується при збільшенні температури.

## Ідеальний провідник
В електростатиці важливе значення відіграє абстракція ідеального провідника. Ідеальний провідник має нескінченно велику електропровідність, і завдяки цій якості характеризується певними особливостями.
- Електричне поле не може існувати в ідеальному провіднику, оскільки воно б викликало переміщення зарядів, які компенсували б поле.
- Електричні заряди не можуть існувати всередині ідеальних провідників і зосереджуються на їхній поверхні.
- Електричне поле завжди перпендикулярне поверхні ідеального провідника.

Реальні провідники, наприклад, метали мають характеристики близькі до характеристик ідеального провідника, проте змінне електричне поле проникає в них на певну глибину

## Провідники в електричному полі
Якщо провідник внести в електричне поле, вільні електрони в провіднику під дією сил цього поля зміщатимуться в напрямі, протилежному напруженості поля. Внаслідок цього зміщення на одній частині провідника виникає надлишок негативного заряду, на другій частині — надлишок позитивного заряду. В цьому полягає явище електростатичної індукції (або електризації через вплив). Упорядковане переміщення електронів повністю припиняється, коли напруженості зовнішнього і внутрішнього полів виявляються однаковими за значенням. Електричного поля немає всередині як зарядженого, так і незарядженого провідника. Заряди розміщуються на зовнішній поверхні провідника. Найбільша кількість зарядів знаходиться на випуклостях і особливо на вістрях провідника.

### Надпровідність
Проте є метали, у яких питомий опір падає до нуля при температурі, вищій від абсолютного нуля. Таке явище називається надпровідністю. Під час створення електричного струму в надпровідниках сила струму залишається незмінною необмежено довго, оскільки немає втрат на нагрівання провідника. Надпровідність пояснюється обміном квантами енергії між електронами провідності у атомах металів при низьких температурах, внаслідок чого між електронами виникають сили притягання, які перевищують кулонівські сили відштовхування. Це зумовлюється переходом кінетичної енергії електрона при надпровідності у потенційну, яка виступає у ролі імпульсу, що зумовлює обмін між електронами з протилежним імпульсом частинками фононами (квант енергії звукової частоти). Причиною цього є взаємодія вільного електрона зі зв'язаним шляхом взаємодії з кристалічною ґраткою та надання їй протилежного відносно вільного електрона імпульсу. При цьому утворюються пари електронів, які переміщуються в кристалічній ґратці без опору (ефект надплинності Бозе-Ейнштейнівського конденсату).